# Emanuel Lasker
Emanuel Lasker (Barlinek, 24 dicembre 1868 – New York, 11 gennaio 1941) è stato uno scacchista, matematico e goista tedesco, secondo campione del mondo di scacchi dal 1894 al 1921.

## Carriera scacchistica
(Emanuel Lasker)

### Primi anni
Emanuel Lasker è nato il 24 dicembre 1868 a Berlinchen (ora Barlinek in Polonia), figlio di uno chazzan. All'età di undici anni fu mandato a Berlino per studiare matematica, e qui visse insieme al fratello maggiore Berthold, medico e forte giocatore di scacchi (considerato da Chessmetrics uno dei migliori giocatori tedeschi intorno al 1890).
Emanuel imparò il gioco dal fratello nel 1889 e ben presto rivelò un talento tale da permettergli di incrementare le proprie entrate giocando a carte e a scacchi al Café Kaiserhof di Berlino. Quell'anno vinse il torneo annuale del Café Kaiserhof e anche il torneo Hauptturnier A, organizzato dalla federazione di scacchi tedesca durante il sesto congresso a Breslavia. In questo torneo i giocatori erano divisi in due gruppi di dieci giocatori, con i primi quattro che si qualificavano per il girone finale. Lasker vinse agevolmente il suo girone con 2,5 punti di vantaggio sul secondo classificato, e nel girone finale concluse a pari merito con il viennese von Feierfeil, aggiudicandosi poi lo spareggio. Con questa vittoria gli fu attribuito il titolo di Maestro, ciò che gli permise di partecipare a tornei di alto livello sia in Germania che all'estero.
Quello stesso anno iniziò ad imporsi come uno dei giocatori più forti della scena scacchistica europea. Ottenne il secondo posto nel prestigioso torneo di Amsterdam, dietro ad Amos Burn ma davanti ad alcuni tra i migliori giocatori del periodo, tra cui Isidor Gunsberg (considerato da Chessmetrics il secondo giocatore più forte del mondo in quel periodo). Nel 1890 è terzo a Graz e vince a pari merito col fratello Berthold il torneo di Berlino. Nella primavera del 1892 vince due tornei consecutivi a Londra, il secondo dei quali senza perdere nemmeno una partita. L'anno seguente a New York entra nella storia realizzando il punteggio perfetto di 13/13 vincendo tutte le partite del torneo, impresa riuscita pochissime volte in tornei di alto livello.
Oltre alle vittorie nei tornei, Lasker ha disputato diversi match contro i migliori giocatori del periodo (tra cui Curt von Bardeleben nel 1889), Jacques Mieses (1889), Henry Edward Bird (1890 all'epoca sessantenne), Berthold Englisch (1890), Joseph Blackburne (1892, senza perdere una partita), Jackson Showalter (1892–93) e Celso Golmayo Zúpide (1893). Sempre secondo Chessmetrics Lasker diventò il giocatore più forte del mondo all'incirca nella metà degli anni 1890,
Lasker sfidò pubblicamente Siegbert Tarrasch, che aveva vinto tre tornei importanti consecutivi (Breslavia 1889, Manchester 1890, e Dresda 1892), ma Tarrasch rifiutò, affermando che Lasker avrebbe dovuto prima provare il suo valore.
Nel 1892 fonda la sua prima rivista di scacchi, la London Chess Fortnightly, che chiuse l'anno seguente. Nel 1893 Lasker si trasferì negli Stati Uniti, dove rimase per due anni.

### Campione del mondo

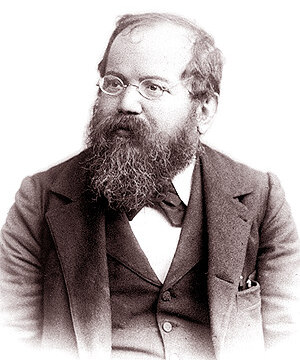
Wilhelm Steinitz, campione del mondo detronizzato da Lasker nel 1894.

Dopo aver ricevuto il rifiuto di Tarrasch, Lasker sfidò direttamente il campione del mondo Wilhelm Steinitz. Inizialmente Lasker ebbe problemi a reperire gli sponsor e i fondi per organizzare il match, anche per via delle restrizioni poste da Steinitz. Alla fine la borsa per i giocatori fu di 2.000 dollari ciascuno, inferiore a quella guadagnata da Steinitz nelle precedenti occasioni, tuttavia il campione in carica attraversava un momento di dissesto finanziario e aveva un bisogno disperato di denaro, pertanto accettò ugualmente di giocare, tentando di far passare la cosa come un gesto di sportività da parte sua.
Il campionato del mondo 1894 fu giocato a New York, Filadelfia e Montréal e le condizioni dell'incontro prevedevano che si sarebbe aggiudicato la sfida il primo a raggiungere le dieci vittorie. Prima dell'inizio dell'incontro Steinitz aveva dichiarato che avrebbe vinto senza alcun dubbio, per questo la vittoria di Lasker nella gara inaugurale fu una grossa sorpresa. Il campione in carica pareggiò alla seconda partita e la situazione rimase in equilibrio fino alla sesta partita in cui il punteggio era 2-2. A quel punto Lasker vinse cinque partite consecutive portandosi sul 7-2, mettendo in crisi Steinitz che chiese una settimana di riposo a causa della troppa fatica accumulata. Al rientro dalla pausa Steinitz sembrò essersi ripreso e iniziò a giocare meglio, pareggiando la prima partita e vincendo le successive due, ma Lasker si riprese tutto il vantaggio alla quindicesima e alla sedicesima e alla diciannovesima chiuse la faccenda per 10-5 con quattro patte diventando il secondo campione del mondo ufficialmente riconosciuto. Dopo l'incontro molti commentatori criticarono la vittoria di Lasker; in particolare Tarrasch affermò che il tedesco aveva vinto solo perché Steinitz era ormai anziano (aveva 58 anni all'inizio del match).
Da campione del mondo partecipò al fortissimo torneo di Hastings 1895, il più forte disputato fino ad allora, in cui concluse al terzo posto (alle spalle di Pillsbury e Čigorin ma davanti a Tarrasch che però lo sconfisse).
Due anni dopo la prima sfida mondiale il nuovo campione concesse la rivincita al suo predecessore, tuttavia in questa seconda occasione Steinitz era oramai prossimo al tramonto e si rivelò nettamente inferiore all'avversario. Lasker vinse le prime quattro partite mettendo una seria ipoteca sul titolo e alla fine vinse per 10-2 con 5 patte. Lasker si dimostrò un fenomenale giocatore di torneo, vinse il torneo di San Pietroburgo 1895, Norimberga 1896, Londra 1899, Parigi 1900.
Nel 1903 perse di misura un match in sei partite contro Čigorin, tuttavia tale match non ebbe in palio il titolo mondiale poiché i giocatori erano obbligati ad utilizzare come apertura sempre il Gambetto Rice (una variante del Gambetto di re), infatti il torneo era finanziato dall'industriale Isaac Rice da cui l'apertura aveva preso il nome. Nel 1904 fondò a New York la rivista Lasker's Chess Magazine, che continuò le pubblicazioni per quattro anni.

### Difesa del titolo mondiale
I risultati di Lasker nei match compresi nel periodo 1896–97 e 1914 furono schiaccianti: vinse tutte le sfide tranne una, difendendo più volte il suo titolo. Dopo aver vinto la rivincita con Steinitz affrontò Marshall nel match del 1907, nonostante lo stile aggressivo l'americano non fu in grado di vincere nemmeno una partita a fronte delle otto vittorie di Lasker (in 15 partite, punteggio finale 11,5−3,5).
L'anno seguente sfidò il tedesco Tarrasch a Düsseldorf e Monaco. Tarrasch era un agguerrito detrattore di Lasker, affermando che gli scacchi sono una disciplina governata da principi ben definiti e che la forza di una mossa sta nella sua logica e non nella sua efficienza. A causa di queste sue convinzioni aveva sempre reputato Lasker un giocatore da bar, capace di vincere le partite solo grazie a "sporchi trucchetti". Per contro Lasker riteneva che Tarrasch fosse più bravo ad intrattenere le persone facendo salotto piuttosto che sulla scacchiera. L'astio tra i due era tale che prima dell'inizio della sfida Tarrasch si rifiutò di rivolgere la parola all'avversario, affermando "Signor Lasker, ho solo una parola per voi: scaccomatto!". La scacchiera diede un verdetto incontestabile: nelle prime cinque partite Lasker vinse quattro volte, giocando spesso mosse che Tarrasch non capiva. L'esempio più lampante fu nella seconda partita, in cui dopo 19 mosse Lasker si ritrovava sotto di un pedone, con un alfiere bloccato e due pedoni doppiati. Tarrasch era sicuro di avere la partita in pugno, ma nelle mosse seguenti Lasker rivelò i suoi piani di gioco e alla trentanovesima mossa la situazione per Tarrasch era talmente compromessa da dover abbandonare la partita. Lasker vinse la sfida con 8 vittorie contro 3 in 16 gare. Tarrasch, non ammettendo la sconfitta, addebitò la colpa della propria disfatta al clima umido che lo aveva compromesso a livello di salute.
Nel 1909 Lasker vinse la prima edizione del Chigorin Memorial (alla pari con Akiba Rubinstein). In quell'anno Lasker pattò 2-2 un breve match contro David Janowski e alcuni mesi dopo i due si trovarono di fronte in una sfida più lunga a Parigi, per molto tempo gli storici degli scacchi hanno dibattuto se tale sfida avesse in palio il titolo di campione del mondo. Lasker vinse la sfida per sette vittorie a uno.

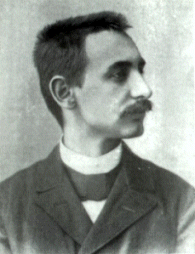
Carl Schlechter, nel 1910 fu sul punto di strappare il titolo mondiale a Lasker.

Nel 1910 Lasker affrontò l'austriaco Carl Schlechter. Schlechter era un gentiluomo dell'epoca e nonostante il suo enorme talento molti credevano che la mancanza di vittorie significative nella sua carriera fosse dovuta alla sua indole eccessivamente pacifica e bonaria, che lo portava ad accettare patte anche in posizioni nettamente vantaggiose. Pertanto i favori del pronostico furono tutti per Lasker, che aveva più volte dimostrato la propria inesauribile forza combattiva nei vari tornei di altissimo livello vinti nel corso degli anni. Proprio la sportività di Schlechter lo portò ad accettare condizioni a dir poco scandalose per la disputa della sfida: infatti nel mondiale 1910 lo sfidante era tenuto a sopravanzare il campione di due punti per aggiudicarsi il titolo, pertanto il campione in carica avrebbe mantenuto la corona mondiale anche in caso di sconfitta di un punto. La condizione, già di per sé profondamente ingiusta, era ulteriormente aggravata dalla brevità del match: solo 10 partite. Schlechter, contro ogni previsione, iniziò molto bene mettendo Lasker in grande difficoltà e portandosi sull'1-0 alla quinta partita. Dopo quattro patte lo scacchista viennese si ritrovava all'ultima partita nella paradossale situazione di essere in vantaggio di un punto ma obbligato a vincere ugualmente. L'austriaco si avventurò in un'audace gestione della difesa slava (D11), ma la difesa di Lasker tenne. Sentendosi forzato a vincere a tutti i costi per raggiungere il punteggio richiesto Schlechter rifiutò (o non vide) il modo di ottenere una posizione patta. Così che, lentamente ma inesorabilmente, il campione riuscì a far valere il suo vantaggio di materiale, vincendo la partita e pareggiando il match. Come da accordi presi Lasker manteneva così il titolo con pieno diritto.
Nello stesso anno Lasker concesse la rivincita a Janowski, in questa occasione non vi erano dubbi che in palio vi fosse il titolo mondiale. Lasker si impose ancor più nettamente per otto a zero in appena 11 partite.
Nel 1911 Lasker ricevette la sfida dell'astro nascente cubano José Raúl Capablanca, tuttavia il campione in carica non voleva disputare un match alle dieci vittorie nelle condizioni climatiche tropicali dell'Avana, in considerazione soprattutto del fatto che le patte si erano fatte più frequenti e il match rischiava di essere davvero molto lungo. Lasker fece una controproposta, che replicava le condizioni originarie del match contro Schlechter, ovvero il doppio vantaggio dello sfidante e un limite di trenta partite (o sei vittorie, ma sempre con la condizione di sopravanzare di due punti l'avversario), inoltre Lasker voleva riservarsi il diritto esclusivo di pubblicare un libro sulle partite. Pretese inoltre che lo sfidante mettesse a disposizione una borsa di 20.000 dollari. In una lettera del 20 dicembre 1911 Capablanca scrisse a Lasker le proprie obiezioni sulle proposte del campione, e nella sua risposta Lasker pose fine alle trattative.
L'anno seguente Lasker iniziò le trattative con Akiba Rubinstein, i cui risultati nei tornei recenti lo rendevano il più credibile pretendente al titolo. I due giocatori raggiunsero un accordo, ma lo sfidante non fu in grado di racimolare la somma sufficiente e pertanto la sfida non ebbe mai luogo.
Al torneo di San Pietroburgo 1914 Lasker ottenne una delle sue vittorie più memorabili. Nel girone preliminare arrivò secondo, distanziato di un punto e mezzo da José Raúl Capablanca, ma nel girone finale realizzò uno sbalorditivo 7/8 contro i quattro giocatori più forti del mondo in quel momento (Capablanca, Alechin, Tarrasch e Marshall) e recuperò tutto lo svantaggio aggiudicandosi il torneo per mezzo punto sul campione cubano e con addirittura tre punti e mezzo di vantaggio sul terzo classificato Alechin.
Lo scoppio della prima guerra mondiale pose fine a qualsiasi possibilità di disputare un match mondiale. Durante la guerra Lasker disputò solo due eventi. Un match senza il titolo mondiale in palio vinto 5,5−0,5 contro Tarrasch nel 1916 e un torneo di quattro giocatori vinto per mezzo punto su Rubinstein.

### La sfida con Capablanca

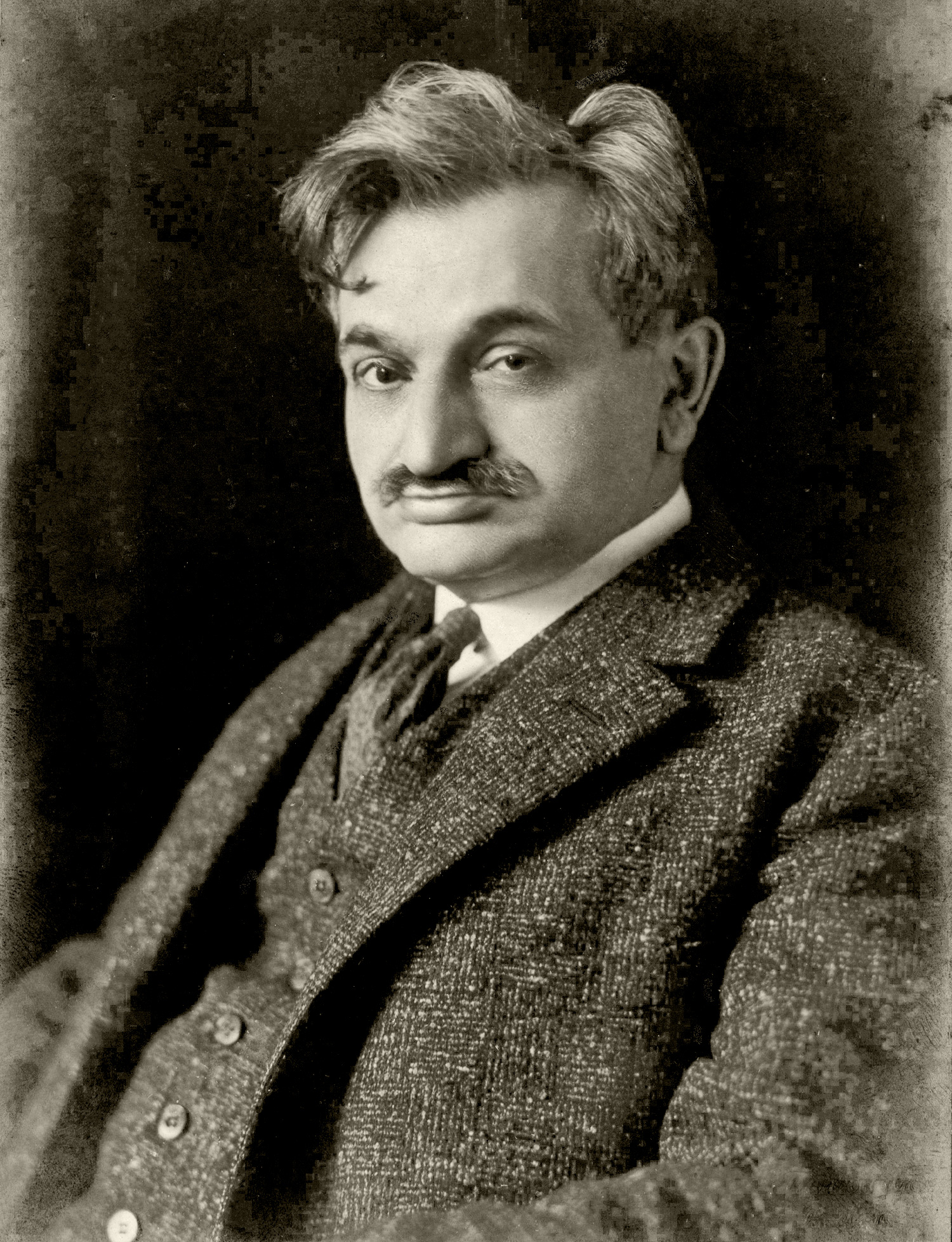
Nei primi anni '20

Nel gennaio 1920 Lasker e José Raúl Capablanca firmarono un accordo per disputare un match per il titolo mondiale nel 1921. Capablanca non poteva liberarsi prima dai propri impegni e per questo Lasker pretese fosse inserita nel contratto la clausola che consentiva a Lasker di mettere in palio il suo titolo con chiunque nel corso del 1920, rendendo di fatto nullo l'accordo qualora il campione fosse stato detronizzato. Era presente inoltre un'ulteriore clausola che consentiva a Lasker di rinunciare al titolo e di lasciarlo volontariamente a Capablanca. Nonostante questa clausola Lasker non organizzò nessun match nel 1920 e l'anno seguente pertanto era ancora campione.
Nel numero di luglio-agosto dell'American Chess Bulletin Lasker dichiarò la propria abdicazione al titolo in favore del cubano, tuttavia tale gesto fu molto impopolare e alla fine Lasker accettò ugualmente di disputare il match.
Il cubano non fu affatto felice di apprendere della rinuncia al titolo mondiale in proprio favore, poiché voleva conquistare il tetto del mondo sul campo e per questo si era molto adoperato per racimolare i 20.000 dollari necessari a disputare l'incontro. Nell'agosto 1920 Capablanca e Lasker si incontrarono in Olanda e il campione accettò a disputare l'incontro a due condizioni: essere considerato lo sfidante e non il campione e la possibilità di rinunciare al titolo nel caso della propria vittoria. Dopo una gestazione decennale l'incontro si disputò tra marzo e aprile 1921, le prime quattro partite terminarono in parità, alla quinta Lasker commise un grave errore col nero e perse. Dopo altre quattro patte nella decima Capablanca ebbe la meglio in un finale di pedoni. Capablanca colse altri due successi alla undicesima e alla quattordicesima portandosi sul 4-0 dopo 14 partite. A quel punto Lasker lamentò problemi di salute e abbandonò l'incontro, consegnando il titolo mondiale al cubano.
Lasker commentò così il torneo: "Questo match, che mi procurò difficoltà quali nessun altro, è stato per me un piacere scacchistico. Circostanze estrinseche mi furono veramente sfavorevoli ma il gioco di Capablanca mi pose legittimi problemi. Le sue mosse sono chiare, logiche e vigorose, non hanno nulla di occulto o di artificioso, vi si avverte il suo pensiero, anche quando vorrebbe essere astuto. Che egli giochi per vincere, per pattare o tema di perdere, le sue mosse lasciano vedere chiaramente quel che sente. Con tutto questo, se le sue mosse sono trasparenti, non sono per niente facili da trovare e a volte sono profonde. Capablanca non ama le complicazioni né le avventure: preferisce sapere prima dove andare. La sua profondità non è quella di un poeta, ma quella di un matematico, il suo spirito è romano, non greco. Le combinazioni di Anderssen e Čigorin furono realizzate in situazioni particolari, in esse si manifestavano i loro caratteri individuali; quelle di Capablanca possono essere previste con varie mosse d'anticipo, perché si basano sui principi generali del gioco".

### Ultimi anni

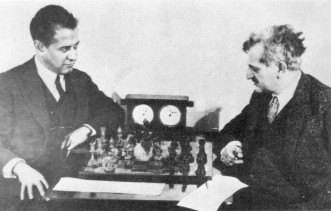
Lasker e Capablanca (a sinistra), al torneo di Mosca nel 1925

Al momento della perdita del titolo Lasker aveva 53 anni, e la sfida con Capablanca fu l'ultimo match importante a cui prese parte. Nonostante questo però rimase uno dei principali giocatori di tornei del mondo per almeno un quinquennio dopo la perdita del titolo. Vinse a Moravská Ostrava 1923 davanti a Richard Réti e soprattutto si impose con grande autorevolezza al torneo di New York 1924 davanti a Capablanca di un punto e mezzo. Arrivò secondo a Mosca 1925 dietro Efim Bogoljubov (ma davanti al campione del mondo Capablanca) e dopo questo risultato praticamente si ritirò dal mondo degli scacchi.
Nel 1926 scrisse il proprio manuale degli scacchi, intitolandolo Lehrbuch des Schachspiels. Scrisse anche altre pubblicazioni sui giochi mentali.
Nel 1933 Lasker, di origine ebrea, e sua moglie Martha Cohn dovettero lasciare la Germania a causa del nazismo. Si trasferirono prima in Inghilterra e poi in Unione Sovietica, dove furono invitati da Nikolaj Krylenko. Lasker in URSS insegnò matematica e allenò la nazionale sovietica in vista delle olimpiadi. Durante questo periodo rinunciò alla cittadinanza tedesca e prese quella sovietica. Durante questo periodo tornò a giocare a scacchi con l'intento di guadagnare denaro, ma la sua età avanzata non lo rese più competitivo come un tempo. Fu quinto a Zurigo 1934, terzo a Mosca 1935 (una performance definita da molti un miracolo biologico data l'età di 66 anni), sesto a Mosca 1936. La sua ultima apparizione in un torneo di alto livello fu a Nottingham 1936, dove giunse ottavo. Nel 1937 lui e la moglie lasciarono l'Unione Sovietica e si stabilirono negli Stati Uniti, a New York.
Nel 1940, dopo diversi anni di inattività, disputò un match amichevole contro Frank James Marshall, perdendo malamente.
Morì per una infezione ai reni a New York l'11 gennaio 1941 all'età di 72 anni al Mount Sinai Hospital. È stato sepolto al Beth Olom Cemetery nel Queens, a New York.

### Esibizioni in simultanea
Oltre ai numerosi tornei e match, Lasker svolse per tutta la sua carriera un'intensa attività di esibizioni in simultanea in moltissime città europee e delle Americhe. 
Alcune di esse erano alla cieca, altre con l'orologio o in consultazione. Sono note oltre 500 di tali simultanee.

## Stile di gioco
Lasker è noto per il suo approccio "psicologico" agli scacchi: scegliere una mossa teoricamente inferiore pur di rendere scomodo il gioco del suo avversario. Famosa in tal senso una sua partita contro Capablanca, di seguito trascritta in notazione algebrica italiana, nella quale Lasker con il Bianco impiantò una partita tranquilla, una variante di cambio della partita spagnola. Probabilmente convinto di condurre in porto una patta, Capablanca giocò in modo passivo e cadde in una posizione svantaggiosa che lo portò alla sconfitta.

## Risultati con alcuni avversari
Sono considerate solo le partite ufficiali di torneo o match.
| Steinitz +26 –8 =12  | Čigorin +10 –3 =7   | Pillsbury +5 –4 =4  | Blackburne +11 –2 =4 | Janowski +26 –4 =7  |
| Rubinstein +2 –1 =4  | Marshall +12 –2 =11 | Tarrasch +14 –4 =8  | Maróczy +5 –0 =2     | Tartakover +3 –0 =3 |
| Capablanca +2 –6 =16 | Alechin +3 –1 =4    | Bogoljubov +5 –1 =2 | Réti +4 –0 =1        | Nimzovich +1 –0 =1  |

## Partite famose
Emanuel Lasker - José Raúl Capablanca (San Pietroburgo, 1914)

1.e4 e5 2.Cf3 Cc6 3.Ab5 a6 4.Axc6 dxc6 5.d4 exd4 6.Dxd4 Dxd4 7.Cxd4 Ad6 8.Cc3 Ce7 9.O-O O-O 10.f4 Te8 11.Cb3 f6 12.f5 b6 13.Af4 Ab7 14.Axd6 cxd6 15.Cd4 Tad8 16.Ce6 Td7 17.Tad1 Cc8 18.Tf2 b5 19.Tfd2 Tde7 20.b4 Rf7 21.a3 Aa8 22.Rf2 Ta7 23.g4 h6 24.Td3 a5 25.h4 axb4 26.axb4 Tae7
27.Rf3 Tg8 28.Rf4 g6 29.Tg3 g5+ 30.Rf3 Cb6 31.hxg5 hxg5 32.Th3 Td7 33.Rg3 Re8 34.Tdh1 Ab7 35.e5 dxe5 36.Ce4 Cd5 37.C6c5 Ac8 38.Cxd7 Axd7 39.Th7 Tf8 40.Ta1 Rd8 41.Ta8+ Ac8 42.Cc5 (1-0) .
Un'altra sua partita famosa è quella contro l'austriaco Bauer, in cui, per la prima volta in una competizione ufficiale, sacrificò entrambi gli alfieri sull'arrocco avversario; manovra più volte ripetuta in seguito.
Emanuel Lasker - Johann Hermann Bauer (Amsterdam, 1889)

1. f4 d5 2. e3 Cf6 3. b3 e6 4. Ab2 Ae7 5. Ad3 b6 6. Cf3 Ab7 7. Cc3 Cbd7 8. 0-0 0-0 9. Ce2 c5 10. Cg3 Dc7 11. Ce5 Cxe5 12. Axe5 Dc6 13. De2 a6 14. Ch5 Cxh5 15. Axh7+!! Rxh7 16. Dxh5+ Rg8 17. Axg7!! Rxg7 18. Dg4+ Rh7 19. Tf3 e5 20. Th3+ Dh6 21. Txh6+ Rxh6 22. Dd7 Af6 23. Dxb7 Rg7 24. Tf1 Tab8 25. Dd7 Tfd8 26. Dg4+ Rf8 27. fxe5 Ag7 28. e6 Tb7 29. Dg6 f6 30. Txf6+! Axf6 31. Dxf6+ Re8 32. Dh8+ Re7 33. Dg7+ Rxe6 34. Dxb7 Td6 35. Dxa6 d4 36. exd4 cxd4 37. h4 d3 38. Dxd3 (1-0) .

## Lasker matematico
Lasker fu inoltre un valente matematico. Studiò matematica nelle Università di Berlino, Gottinga e Heidelberg. La sua tesi di laurea, Über Reihen auf der Konvergenzgrenze (Sulle serie in vicinanza dei limiti di convergenza), fu pubblicata nel 1901 nelle Philosophical Transactions.
Dietro consiglio del grande matematico tedesco David Hilbert, frequentò anche, nel periodo 1900-1902, l'università bavarese di Erlangen. Nel 1901, mentre era in Inghilterra per disputare vari tornei, insegnò matematica alla Victoria University di Manchester (ora Università di Manchester).
Durante il suo tour degli Stati Uniti del 1893 tenne una conferenza sulle equazioni differenziali alla Tulane University di New Orleans.
Nel 1905 introdusse il concetto di ideale primario (che corrisponde ad una varietà affine irriducibile ed ha una funzione analoga alle potenze di numeri primi nella fattorizzazione di un numero intero) e dimostrò un teorema sulla fattorizzazione in primi di un anello polinomiale in termini di ideali primari, pubblicato nel vol. 60 dei Matematische Annalen.
Un anello commutativo è ora chiamato "anello Lasker" quando può essere rappresentato come intersezione di un numero finito di ideali primari. Il teorema fu poi generalizzato nel 1921 dalla grande matematica tedesca Emmy Noether. Ora è noto come teorema Lasker-Noether ed è considerato basilare per l'algebra moderna.

## Altri aspetti della sua personalità
Lasker fu anche un filosofo ed un buon amico di Albert Einstein, con il quale discusse vari aspetti della teoria della relatività. Negli ultimi anni della sua vita divenne un filantropo ardente e scrisse appassionatamente circa l'esigenza di ispirare e strutturare la formazione e l'educazione per la stabilità e la sicurezza dell'umanità.
Era anche un fortissimo giocatore di Bridge e di Go. Sul bridge scrisse il libro Das Bridgespiel (Verlag Scherl, Berlino, 1931).. A proposito del Go ebbe a dire: «Le regole del Go sono così eleganti, organiche e rigorosamente logiche che se esiste in qualche parte dell'universo una forma di vita intelligente, essa deve certamente saperci giocare». Giocò molte partite di Go con Edward Lasker (suo lontano parente), che ha introdotto il Go negli Stati Uniti. Nei primi anni trenta Edward Lasker cercò di convincerlo ad abbandonare gli scacchi per il Go, cosa che egli pensò in un primo momento di fare, ma alla fine ciò non è avvenuto.
Nel 1911 inventò il Lasca (o Laska), una specie di dama.

## Opere
- Il buon senso negli scacchi , prefazione e traduzione di Roberto Bianchin , Circolo Scacchistico Imperiese 1995
- San Pietroburgo 1909, 1910
- Il manuale degli scacchi, 1925
- La comunità del futuro, 1940